# Galeodes darendensis
Galeodes darendensis är en spindeldjursart som beskrevs av Harvey 2002. Galeodes darendensis ingår i släktet Galeodes och familjen Galeodidae. Inga underarter finns listade i Catalogue of Life.